# Björk (album)
Hudební album Björk z roku 1977 je první nahrávkou islandské zpěvačky Björk. Vyšlo, když jí bylo 11 a půl roku. K nahrávání se dostala tak, že její učitelé z hudební školy poslali záznam jejího zpěvu do rozhlasu. Už v tak nízkém věku bylo zřejmé, jak veliký talent má, proto se jí hned chopili manažeři.

## Skladby
Album obsahuje 10 skladeb, většinou coververze známých islandských písní; dále cover verzi písně skupiny Beatles „The Fool on the Hill“ - „Álfur út úr hól“; dvě instrumentální skladby, přičemž autorkou jedné z nich („Jóhannes Kjarval“) je sama mladičká Björk; a jedinou původní píseň, „Arabadrengurinn“ (Arabský chlapec), jejímž autorem je Björčin nevlastní otec s přispěním Björk samotné. 

Seznam skladeb:
1. Arabadrengurinn
2. Búkolla
3. Alta mira
4. Jóhannes Kjarval
5. Fúsi hreindýr
6. Himnafór
7. Óliver
8. Álfur út úr hól
9. Músastiginn
10. Bænin

Celé album je nazpívané islandsky. Vyšlo pouze na Islandu a dnes už dávno není k dostání.

## Obal
Pestrobarevný obal alba odkazuje k úvodní písni. Je na něm mnoho arabských motivů; uprostřed sedí Björk stylizovaná do podoby arabské princezničky. Autorkou je Björčina matka Hildur Rúna Hauksdóttir, profesionální výtvarnice.